# Juan Ignacio Cirac Sasturain
Juan Ignacio Cirac Sasturain (Manresa, 11 de outubro de 1965) é um físico espanhol.
É diretor da seção Theorie no Instituto Max Planck de Óptica Quântica, em Garching bei München.
Participou da 24ª Conferência de Solvay, em 2008.
Foi eleito membro da Academia Leopoldina em 2017.